# PCO2

Молекула вуглекислого газу.

pCO2 або {\displaystyle P_{{\ce {CO2}}}} — парціальний тиск вуглекислого газу (CO2), газовий показник крові, але також використовується в метеорології, кліматології, океанографії та лімнології для опису фракційного тиску CO2 як функції його концентрації в газовій або розчиненій фазах. Одиницями вимірювання pCO2 є мм рт. ст., атм, торр, Па або будь-яка інша стандартна одиниця атмосферного тиску. Рівень pCO2 в атмосфері Землі зріс приблизно з 280 ppm (частин на мільйон) до середнього значення 409,8 ppm у 2019 році в результаті антропогенного викиду вуглекислого газу внаслідок спалювання викопного палива. Це найвища концентрація в атмосфері, яка існувала на Землі щонайменше за останні 800 000 років.

## Медицина
У медицині парціальний тиск вуглекислого газу в артеріальній крові називається {\displaystyle P_{a_{{\ce {CO2}}}}} або PaCO2. Вимірювання {\displaystyle P_{a_{{\ce {CO2}}}}} у системному кровообігу вказує на ефективність вентиляції в альвеолах легень, враховуючи дифузійну здатність газу. Це хороший показник дихальної функції та тісно пов'язаний з ним фактор кислотно-основного гомеостазу, що відображає кількість кислоти в крові (без молочної кислоти). Нормальні значення для людини знаходяться в діапазоні 35–45 мм рт. ст. Значення менші за це можуть свідчити про гіпервентиляцію та (якщо pH крові перевищує 7,45) респіраторний алкалоз. Значення понад 45 мм рт. ст. можуть свідчити про гіповентиляцію та (якщо pH крові менше 7,35) респіраторний ацидоз.

## Водні науки
Океанографи та лімнологи використовують pCO2 для вимірювання кількості вуглекислого газу, розчиненого у воді, а також для параметризації його потоку в атмосферу (приплив) та з неї (витік). Вуглекислий газ реагує з водою, утворюючи бікарбонатні та карбонатні іони, завдяки чому відносна розчинність вуглекислого газу у воді вища, ніж у інших нереактивних газів (наприклад, гелію). У міру розчинення більшої кількості вуглекислого газу у воді, його pCO2 підвищується, доки не зрівняється з pCO2 атмосфери, що лежить над ним. І навпаки, водойма з pCO2, більшим за p атмосфери, виділяє вуглекислий газ.
На рівень pCO2 також впливають температура та солоність води. Вуглекислий газ менш розчинний у теплішій воді, ніж у холоднішій, тому гаряча вода матиме більшу концентрацію CO2, ніж холодна вода з такою ж концентрацією вуглекислого газу. pCO2 можна використовувати для опису неорганічної вуглецевої системи водойми разом з іншими параметрами, такими як pH, розчинений неорганічний вуглець та лужність. Разом ці параметри описують концентрацію та видоутворення неорганічних частинок вуглецю (CO2(aq), HCO3−, CO32-) у воді.
Біологічні процеси, такі як дихання та фотосинтез, впливають на водний CO2 та можуть зазнавати його впливу. Дихання розкладає органічну речовину, вивільняючи CO2 у товщу води та збільшуючи pCO2. Фотосинтез асимілює неорганічний вуглець, тим самим зменшуючи рівень pCO2 в воді.